# Schausia greenawayae
Schausia greenawayae là một loài bướm đêm trong họ Noctuidae.